# Premis YoGa 2009
Els 20è Premis YoGa foren concedits al "pitjoret" de la producció cinematogràfica de 2008 per Catacric la nit del 28 al 29 de gener de 2009 "en un lloc cèntric de Barcelona" per un jurat anònim que ha tingut en compte les apreciacions, comentaris i suggeriments dels lectors de la seva web, de Facebook i de Twitter.

## Guardonats
| Secció           | Premi               | Nom                                             | Guanyador                                                |
| ---------------- | ------------------- | ----------------------------------------------- | -------------------------------------------------------- |
| Cinema estranger | Pitjor pel·lícula   | "Sin tetas no hay paraíso"                      | Sexe a Nova York: La pel·lícula                          |
| Cinema estranger | Pitjor director     | "Quanto solhace"                                | Catherine Hardwicke, per Crepuscle                       |
| Cinema estranger | Pitjor actor        | "Superfumados"                                  | El duo Robert De Niro-Al Pacino, per Assassinat just     |
| Cinema estranger | Pitjor actriu       | "No me pidas que te premie, porque te premiaré" | Renée Zellweger, per Appaloosa i Ella és el partit       |
| Cinema espanyol  | Pitjor pel·lícula   | "Grandes Espe-ranzas"                           | La conjura de El Escorial                                |
| Cinema espanyol  | Pitjor pel·lícula   | "Grandes Espe-ranzas"                           | Sangre de mayo                                           |
| Cinema espanyol  | Pitjor direcció     | "En la Cuerda floja"                            | José Luis Cuerda, per Los girasoles ciegos               |
| Cinema espanyol  | Pitjor actor        | "Dieta no mediterránea"                         | Javier Cámara, per Fuera de carta i Los girasoles ciegos |
| Cinema espanyol  | Pitjor actriu       | "Lo suyo es puro teatro"                        | Anna Lizaran, per Forasters                              |
| Cinema espanyol  | Uno de los nuestros | "Vicky, Cristina, Bastelona"                    | Jordi Basté                                              |
| Especials        | Intelectuales       | "La amenaza fantasma Solomon Shang"             | Albert Serra i Jaime Rosales                             |
| Especials        | Académico           | "El silencio de los corderos"                   | Joel Joan                                                |
| Especials        | Productor           | "El caballero oscuro"                           | Jaume Roures                                             |